# 拟细尾楼梯草
拟细尾楼梯草（学名：Elatostema tenuicaudatoides）为荨麻科楼梯草属下的一个种。

## 扩展阅读
維基物種上的相關：拟细尾楼梯草